# Leona Chalmers
Leona W. Chalmers (nacida a principios de la década de 1900) era una escritora, inventora y actriz estadounidense.

## Inventora de la copa menstrual
Fue conocida por patentar una copa menstrual, en 1937 en los Estados Unidos. Ya existían productos similares a este con anterioridad, pero Chalmers fue la primera en patentar y comercializar el invento. La copa menstrual era una alternativa al tampón o a la compresa para mujeres. Después del fracaso de ventas de las copas de caucho durante la década de 1930 y de enfrentarse a una incipiete escasez del material causada por la Segunda Guerra Mundial, Chalmers y su equipo crearon una versión más blanda de caucho vulcanizado. Con la evolución del producto, cambió de nombre y se hizo desechable.

## Obras
Como autora, Chalmers ha escrito El Lado Íntimo de la Vida de una Mujer, entre otros libros.